# Kubak Belarusi 2011-2012
La Coppa di Bielorussia 2011-2012 è stata la 21ª edizione del torneo. A differenza del campionato, si è svolta a cavallo di due anni solari. La coppa è iniziata il 14 giugno 2011 ed è terminata il 20 maggio 2012. Il Naftan ha vinto il trofeo per la seconda volta.

## Formula
Hanno partecipato al torneo 48 squadre. Le 12 formazioni di Vyššaja Liha e le prime 4 classificate in Peršaja Liga al momento del sorteggio sono state ammesse direttamente ai sedicesimi di finale. Le altre 12 squadre di Peršaja Liga, 16 squadre di Druhaja Liga e 4 squadre di dilettanti hanno invece disputato il primo turno.

## Primo turno
Le partite si sono giocate tra il 14 e il 16 giugno 2011.
| Squadra 1               | Risultato | Squadra 2            |
| ----------------------- | --------- | -------------------- |
| Vertykal' Kalinkavičy   | 0 – 2     | Partyzan-2 Minsk     |
| Cementnik Krasnasel'ski | 0 – 4     | Klečask Kleck        |
| Asipovičy               | 1 – 5     | Lida                 |
| Ljakamatyŭ Homel'       | 6 – 0     | Livadyja Dzjaržinsk  |
| Energetyk Novalukoml'   | 0 – 6     | Smarhon'             |
| Žlobin                  | 1 – 3     | Chimik Svetlahorsk   |
| Zabudova-2007 Čysc'     | 0 – 2     | DSK-Homel'           |
| Nëman Masty             | 0 – 4     | Sluck                |
| Kamunal'nik Slonim      | 0 – 3     | Haradzeja            |
| Vorša                   | 0 – 7     | Hranit Mikašėvičy    |
| Zorka-BDU Minsk         | 1 – 2     | Rudzensk             |
| Vihvam Smaljavičy       | 0 – 1     | Baranavičy           |
| Nika Minsk              | 2 – 9     | Polack               |
| Bjaroza-2010            | 0 – 1     | Nëman-Belkard Hrodna |
| Kobryn                  | 2 – 9     | Volna Pinsk          |
| Beltranshaz             | 3 – 1     | Maladzečna           |

## Sedicesimi di finale
Le partite si sono giocate tra il 29 giugno e il 6 settembre 2011.
| Squadra 1            | Risultato         | Squadra 2         |
| -------------------- | ----------------- | ----------------- |
| Baranavičy           | 2 – 3             | Partyzan Minsk    |
| DSK-Homel'           | 0 – 0 (3 – 4 dcr) | SKVIČ Minsk       |
| Rudzensk             | 2 – 1             | Tarpeda-BelAZ     |
| Klečask Kleck        | 1 – 1 (8 – 7 dcr) | Dnjapro Mahilëŭ   |
| Ljakamatyŭ Homel'    | 1 – 5             | Belšyna           |
| Lida                 | 3 – 2             | Slavija-Mazyr     |
| Polack               | 0 – 5             | Homel'            |
| Chvalja Pinsk        | 1 – 3             | Vedryč-97 Rėčyca  |
| Sluck                | 1 – 2 (dts)       | Dinamo Minsk      |
| Smarhon'             | 0 – 2             | Nëman             |
| Nëman-Belkard Hrodna | 2 – 0 (dts)       | Vicebsk           |
| Hranit Mikašėvičy    | 0 – 3             | Dinamo Brėst      |
| Beltranshaz          | 2 – 4             | Naftan            |
| Haradzeja            | 0 – 7             | BATĖ Borisov      |
| Chimik Svetlahorsk   | 0 – 6             | Šachcër Salihorsk |
| Partyzan-2 Minsk     | 2 – 4             | Minsk             |

## Ottavi di finale
Le partite si sono giocate il 21 settembre e il 13 novembre 2011.
| Squadra 1            | Risultato         | Squadra 2      |
| -------------------- | ----------------- | -------------- |
| Nëman-Belkard Hrodna | 1 – 2             | SKVIČ Minsk    |
| Naftan               | 2 – 1             | Partyzan Minsk |
| Vedryč-97 Rėčyca     | 1 – 2             | Lida           |
| Rudzensk             | 1 – 3             | Klečask Kleck  |
| Nëman                | 2 – 1             | Dinamo Minsk   |
| Šachcër Salihorsk    | 0 – 0 (4 – 5 dcr) | Homel'         |
| Dinamo Brėst         | 3 – 1             | BATĖ Borisov   |
| Minsk                | 3 – 0             | Belšyna        |

## Quarti di finale
Le partite si sono giocate il 17 e il 18 marzo 2012.
| Squadra 1     | Risultato | Squadra 2 |
| ------------- | --------- | --------- |
| Dinamo Brėst  | 1 – 2     | Homel'    |
| Lida          | 1 – 2     | Naftan    |
| Klečask Kleck | 0 – 6     | Nëman     |
| SKVIČ Minsk   | 2 – 3     | Minsk     |

## Semifinali
Le partite si sono giocate il 25 aprile 2012.
| Squadra 1 | Risultato         | Squadra 2 |
| --------- | ----------------- | --------- |
| Naftan    | 0 – 0 (3 – 1 dtr) | Homel'    |
| Nëman     | 0 – 2             | Minsk     |

## Finale
| Arbitro: | Sjarhej Cynkevič |

|                                       |                      |                                                |
| Vasiljuk 52’ Kovel' 76’               | Marcatori            | 27’ Škabara 58’ Čornych                        |
| Koŭb Vasiljuk Makas Sačyŭka Rachmanaŭ | Tiri di rigore 3 – 4 | Škabara Kovalenko Žukoŭski Harbačoŭ Haŭrylovič |